# Manfred Jester
Manfred Jester († 25. Mai 1977) war ein österreichischer Schauspieler, der vor allem durch seine Darstellung des „Onkel Poldi“ in der ersten Staffel der Comedy-Serie Klimbim bekannt ist.

## Leben
Jester gehörte neben Ilse Scheer und Otto Zonschitz zu den Gründungsmitgliedern der Theatermanufaktur am Halleschen Ufer, der nach Rainer Harjes wichtigsten Freien Gruppe in Deutschland. Das Ensemble der Theatermanufaktur trat zusammen auf dem Pariser Festival der Nationen, in den Niederlanden, Jugoslawien, Österreich, in der Schweiz, auf den Berliner Festspielen und den Ruhrfestspielen Recklinghausen auf.
Den ersten Fernsehauftritt hatte Jester 1971 neben Grischa Huber in dem Horrorfilm Vampira. Dabei verkörperte Jester keine der handelnden Charaktere, sondern moderierte die einzelnen Teile des Episodenfilms mit einer Mischung aus historischen Hintergründen und Legenden an. Im selben Jahr drehte er mit Michael Pfleghar die Komödie Perlico – Perlaco. Neben Jester gehörten auch Elke Sommer, Robert Wagner, Elisabeth Volkmann, Wichart von Roëll und Joachim Regelien zur Besetzung.
Drei Jahre später wurde Jester durch eine weitere Arbeit mit Pfleghar einem breiten Publikum bekannt: Er verkörperte den „Onkel Poldi“ der Klimbim-Familie aus der gleichnamigen Comedy-Fernsehserie. Seine Partner waren hierbei abermals Volkmann, von Roëll und Regelien sowie Horst Jüssen, Ingrid Steeger und Dieter Augustin. Neben dem „Onkel Poldi“ übernahm Jester in zahlreichen Sketchen noch viele andere Rollen und übernahm gemeinsam mit Wichart von Roëll den Part der Doppel-Conférenciers, der später von Jüssen übernommen wurde. Kurz nach der ersten Staffel der Serie kam Jester bei einem Autounfall ums Leben.

## Filmografie (Auswahl)
- 1969: Blues für Mister Charlie (Fernsehfilm einer Aufführung vom Volkstheater Wien)
- 1969: Die Moritat vom Räuberhauptmann Johann Georg Grasel (Fernsehfilm)
- 1971: Vampira (Fernsehkurzfilm)
- 1971: Perlico – Perlaco (Fernsehrevue von Michael Pfleghar)
- 1972: Ein Hit für Deutschland (Dt. Fernsehrevue nach der niederländischen Comedy-Serie Hadimassa)
- 1972: Die Vorstandssitzung oder wie man zwei Fliegen mit einer Klappe schlägt (Kurzfilm)
- 1973–1974: Klimbim (Fernsehserie von Michael Pfleghar)
- 1974: 1848 (Fernsehfilm einer Aufführung der Theatermanufaktur Berlin)